# 포스틸리오네
포스틸리오네(이탈리아어: Postiglione)는 이탈리아 캄파니아주 살레르노도에 있는 코무네이다.